# 토머스 맬러리

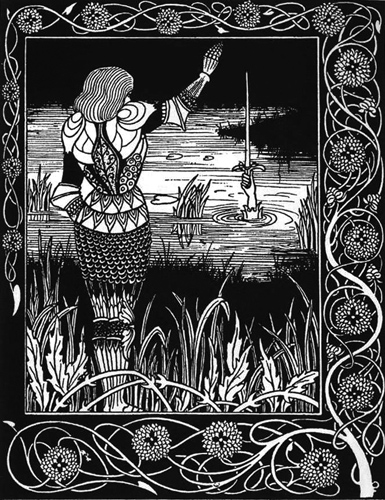

토머스 맬러리 경(Sir Thomas Malory, 1415년경~1471년 3월 14일)은 영국의 군인 겸 작가이다.
워릭셔에서 태어나, 워릭 공작(Duke of Warwick) 아래에서 직업군인으로 봉사했다. 명확한 시기는 알 수 없지만, 늦어도 1441년에는 기사에 서임된 것으로 보인다.
토머스 맬러리는 인쇄술을 보급한 윌리엄 캑스턴과 함께 영국 산문사에 큰 영향을 끼친 인물이다. 복잡다양했던 중세의 아서왕 이야기를 집대성했으며, 간명하고 절도있는 새로운 산문 문체를 구축하여 문학적 불모의 시기로 표현되는 15세기에 활력을 더했다는 평가를 받는다.
에드먼드 스펜서의 《선녀 여왕(The Faerie Queene)》 등 16세기의 작품들에서도 아서왕 이야기의 영향을 엿볼 수 있다.